# 新田镇 (彭水县)
新田镇，是中华人民共和国重庆市彭水苗族土家族自治县下辖的一个乡镇级行政单位。

## 行政区划
新田镇下辖以下地区：
新田村、马蜂村、东山村、任家村、石龙村、泉沟村、坨园村、团结村、红旗村、大黄村、河门村、干河村、庹家村和民主村。